# Société de développement commercial
Les sociétés de développement commercial (SDC) sont des organismes québécois à but non lucratif de développement commercial qui regroupent les gens d'affaires (commerçants, professionnels et entreprises de services) d'un district commercial. Avant 1997, les S.D.C. étaient connues sous l’acronyme S.I.D.A.C. (Sociétés d'initiatives de développement des artères commerciales).
Elles s'inspire des secteurs d'aménagement commercial (BIAs, Business Improvement Areas (en)) ontariennes qui existent depuis les années 1970.
En 2007, l'Association des sociétés de développement commercial de Montréal se forme et regroupe 14 SDC.   
En 2016, une première tentative de regroupement des SDC québécoises est entreprise. C'est finalement en 2019 que naît le Regroupement des SDC du Québec.
Il y aurait quelque 52 SDC au Québec et environ 230 BIAs en Ontario.

### Documents du gouvernement du Québec
- Gouvernement du Québec, La société de développement commercial: une force économique, 2009, 18 pages. (PDF Lire en ligne)

#### Liste de SDC œuvrant au Québec

##### Ville de Montréal
- « Coordonnées des sociétés de développement commercial (Par arrondissement) », sur Ville de Montréal, janvier 2020

###### Ahuntsic-Cartierville
- Promenade Fleury
- Quartier Flo
- District central

###### Côte-des-Neiges - Notre-Dame-de-Grâce
- Côte-des-Neiges

###### Plateau Mont-Royal
- L'Avenue du Mont-Royal
- Boulevard Sain-Laurent
- Saint-Denis
- Laurier Ouest

###### Le Sud-Ouest
- Les Quartiers du Canal
- Monk

###### Mercier-Hochelaga-Maisonneuve
- Hochelaga-Maisonneuve

###### Outremont
- Laurier Ouest

###### Rosemont - La Petite Patrie
- La Plaza St-Hubert
- Premenade Masson
- La Petite-Italie

###### Saint-Laurent
- Quartier D

###### Saint-Léonard
- Jean-Talon-Est

###### Verdun
- Promenade Wellington

###### Ville-Marie
- Montréal centre-ville
- Vieux Montréal
- Village
- SDC Quartier Latin

##### Ville de Québec
- « SDC et associations de gens d’affaires », sur www.ville.quebec.qc.ca (consulté le 2 avril 2020)
- SDC 3e Avenue-Limoilou
- SDC Centre-ville (Saint-Roch)
- SDC Faubourg Saint-Jean
- SDC Maguire
- SDC Quartier Montcalm - Quartier des arts
- SDC Saint-Sauveur
- SDC Vieux-Québec

##### Ailleurs au Québec
- SDC de Rivière-Rouge(Rivière-Rouge)
- SDC Centre-Ville Trois-Rivière (Trois-Rivière)
- SDC Rue Sainte-Anne (Sainte-Anne-de-Bellevue)
- SDC Quartier Saint-Joseph (Drummondville)
- SDC Centre-Ville Saint-Hyacinthe (Saint-Hyacinthe)
- SDC Saint-Raymond (Saint-Raymond)
- SDC Centre-Ville de Victoriaville (Victoriaville)
- SDC Alma (Alma)
- SIDAC Dolbeau (Dolbeau)
- SDC Centre-Ville La Malbaie (La Malbaie)
- SDC Pointe-au-Pic (La Malbaie)
- SDC Centre-Ville Rouyn-Noranda (Rouyn-Noranda)
- SDC Saint-Félicien (Saint-Félicien)
- SDC Hudson (Husdon)
- SDC du centre urbain de Boucherville (Boucherville)
- SDC La Tuque (La Tuque)
- SDC Matagami (Matagami)
- Zone Talbot (Saguenay)
- SDC Malartic (Malartic)
- SDC du centre-ville de Joliette (Joliette)
- SDC du centre-ville de Lachutte (Lachute)